# Гулиелмо Габето
Гулиелмо Габето (на италиански: Guglielmo Gabetto) е италиански футболист, нападател, част от състава на Великият Торино.

## Кариера
Габето започва кариерата си в Ювентус през 1934 г., отбелязвайки 87 гола за клуба в седем сезона. Той все още е един от най-добрите голмайстори на клуба.
През 1941 г. е привлечен от градския съперник Торино за забележителната сума от 330 000. В същия сезон, Торино купува още двама играчи на Ювентус: Феличе Борел и Алфредо Бодойра. Габето формира силен тандем заедно с Ецио Лоик и Валентино Мацола, като става ключов играч в състава на Великият Торино, който доминира в Италия, спечелвайки пет титли в Серия А. Интересното е, че само той и съотборникът му Пиеро Опето са от Торино. Общо той вкарва 122 гола за Торино в 219 мача. Между 1942 и 1948 г. записва 6 мача и 5 гола за националния отбор на Италия.
Гулиелмо Габето загива на 4 май 1949 г. в самолетна катастрофа в Суперга, близо до Торино.

## Отличия

### Отборни
Ювентус
- Серия А: 1934/35
- Копа Италия: 1937/38

Торино
- Серия А: 1942/43, 1945/46, 1946/47, 1947/48, 1948/49
- Копа Италия: 1942/43